# Оммеланди

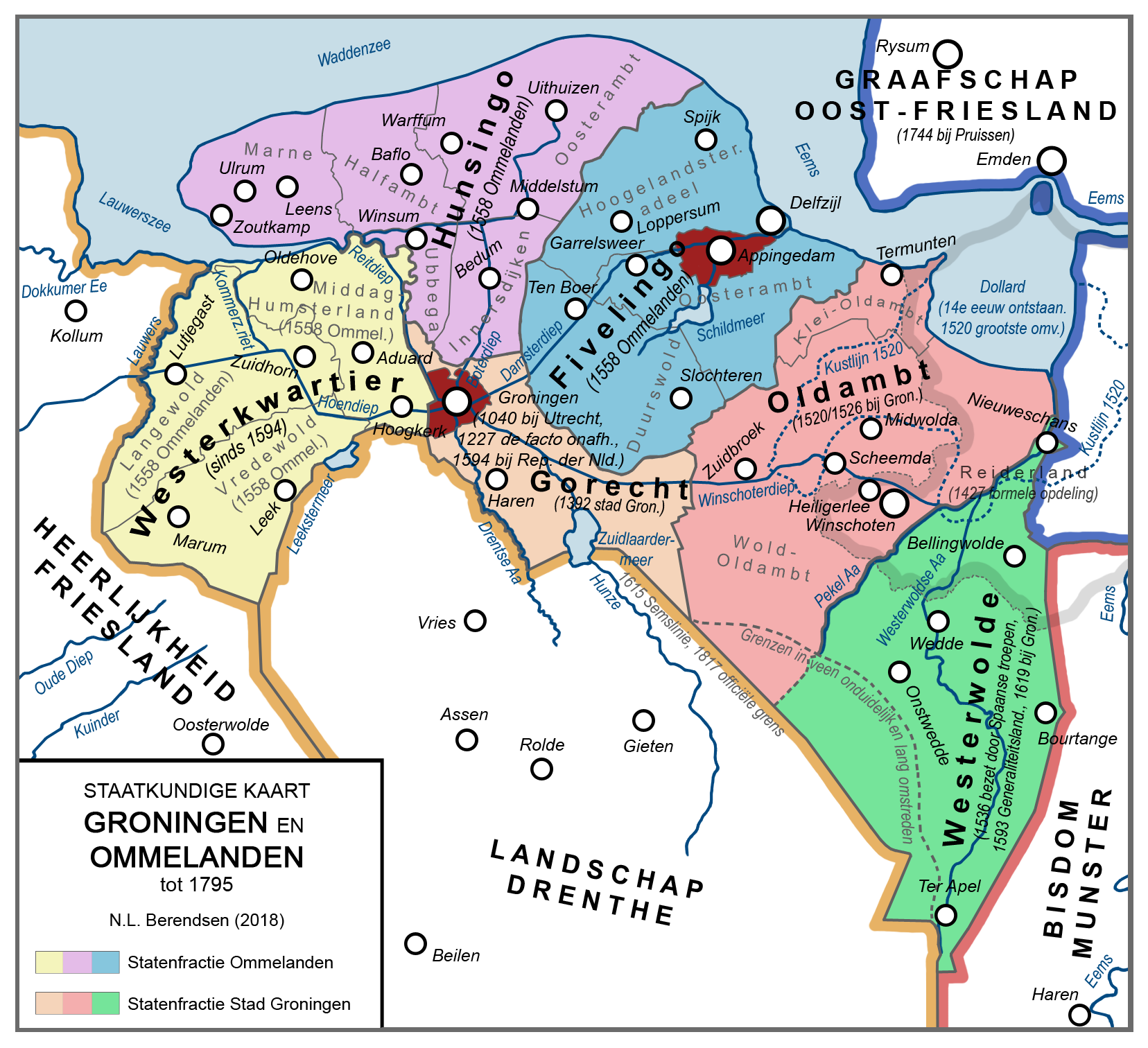
Політична карта Гронінгена та Оммеландів до 1795 року

Оммеланди (нід. Ommelanden, фриз. Ommelannen, нід. ниж.-сакс. Ommelanden) — збірна назва колишніх областей, які в період Середньовіччя розташовувалися навколо міста Гронінген і разом з ним становили територію нинішньої провінції Гронінген у Нідерландах. Тоді вираз нід. Stad en Ommeland (букв. «місто та навколишні землі») використовувалося як синонім назви провінції.

Прапор Оммеландів

Район спочатку був фризькомовним, але під впливом саксонського міста Гронінген більша частина областей перейшла на нижньосаксонську мову. Нагадуванням про фризьке минуле є прапор Оммеландів, який дуже схожий на сучасний прапор провінції Фрисландія, але має більш вузькі смуги і червоніше листя латаття, стилізоване у формі серця.

## Назва
Назва Оммеланди вперше згадується в акті від 26 вересня 1386 року, в якому деякі вестлауверські області та місто Гронінген вступають у союз проти вождя Онно Онсти. При цьому згадується місто Гронінген та прилеглі Ummelanden. В акті від 30 червня 1338 латинською мовою вже згадується terrae cirjacentes («навколишні землі»). Зазвичай вважається, що Оммеланди означає райони навколо міста Гронінген. Проте, противник Гронінгена Йохан Ренгерс ван Тен Пост (молодший) заявив близько 1600 року, що термін «Оммеланди» ставитиметься лише до фризьких приморських земель; тобто областям, обмеженим морем і річкою Емс зовні і річками Фівел і Хунзе всередині.

## Адміністративний поділ
Термін Оммеланд відноситься до ряду (спочатку фризьких) сільських районів навколо міста Гронінген. У XVI столітті виділяли п'ять районів Оммеландів. На Великій печатці Оммеландів 1579 показані герби наступних областей:
- Хунсіго
- Фівельго
- Хумстерланд
- Лангеволд
- Фредеволд

У XIV і XV століттях Ахткарспелен, Олдамбт, Рейдерланд і Вестерволд також зараховувалися до Оммеландів. При цьому Вестерволд ніколи не згадувався як фризький район. Горехт, з іншого боку, належав місту Гронінген і тому керувався містом.
Коли в 1594 Оммеланди були приєднані до області Стад-ен-Ланде, адміністративний поділ було змінено на три чверті (квартир):
- Хунсіго
- Фівельго
- Вестерквартир

Поділ три чверті закінчилося з конституційними реформами 1798 року. Тим не менш, прапор Оммеландів, як і раніше, відноситься до трьох історичних підрайонів із загальною кількістю одинадцяти чвертей.